# Scopula cheimerinaria
Scopula cheimerinaria là một loài bướm đêm trong họ Geometridae.